# Aldolase A
Aldolase A (ALDOA, ou ALDA), também conhecida como frutose-bisfosfato aldolase, é uma enzima que em humanos é codificada pelo gene ALDOA no cromossomo 16.